# Kraftwerk Ering-Frauenstein
Das Kraftwerk Ering-Frauenstein ist ein von der Österreichisch-Bayerischen Kraftwerke AG (ÖBK) betriebenes Laufwasserkraftwerk am unteren Inn. Seine Anlagen befinden sich auf dem Gebiet der Gemeinden Ering (Niederbayern) und Mining (Oberösterreich). Das Krafthaus befindet sich nahe dem bayerischen Ufer, während die beweglichen Elemente des Stauwerks nahe dem österreichischen Ufer angeordnet sind. Die Schaltanlage befindet sich ebenfalls auf der bayerischen Seite. Ein Fuß- und Radweg über das Wehr verbindet Ering und Frauenstein.

## Geschichte
1936 wurde von der Siemens-Schuckertwerke AG ein Entwurf zum Bau von fünf Wasserkraftwerken am unteren Inn vorgelegt. Dieser Entwurf wurde 1938 in einem weiteren Rahmenplan modifiziert. Mit dem Beginn der Errichtung der Aluminiumhütte Ranshofen im Juli 1938 wurde die Innwerk AG beauftragt, die Kraftwerke Ering-Frauenstein und Egglfing-Obernberg gemäß dem Rahmenplan von 1938 zur Stromversorgung der Aluminiumhütte zu errichten. Am 4. Juli 1938 wurde das Vorprojekt der Siemens-Schuckertwerke (SSW) bei den Behörden eingereicht und wenig später begann die Innwerk AG mit dem Bau. Die Arbeiten begannen am 9. Februar 1939 mit der Umspundung der ersten Baugrube A am rechten Innufer, dem Platz den heute die östlichen drei Wehröffnungen einnehmen. Die mittlere Baugrube B, deren Stelle heute die westlichen drei Wehrfelder umfasst, wurde als Nächstes umspundet und am 17. Februar 1940 leer gepumpt. Nach geringfügigen Schäden durch ein Hochwasser am 1. Juni 1940 wurde schließlich die letzte Baugrube C, die für das Krafthaus vorgesehen war, gerammt und ab 20. Dezember 1940 trockengelegt. Ab 9. Juli 1942 erfolgte der Einstau und etwa einen Monat später wurde der erste Maschinensatz in Betrieb genommen. Die beiden übrigen Maschinensätze wurden nach Erreichen des Vollstaus am 1. September 1942 am 11. Oktober 1942 und am 31. Jänner 1943 ans Netz genommen.
2020 wurde im Rahmen von Umweltschutzmaßnahmen ein 2,6 km langes Umgehungsgewässer geschaffen. Das Unterwasser wurde auf 2,5 km Länge strukturreich gestaltet.

## Technik
Die gegenwärtige Ausbauleistung der Anlage beträgt 72,9 MW. Die Stromerzeugung erfolgt mittels drei vertikal eingebauten Kaplan-Turbinen der Firma J. M. Voith GmbH. Die Nennleistung pro Turbine beträgt jeweils 25 MW die direkt aufgesetzten Schirmgeneratoren mit Erregermaschinen der AEG weisen eine Nennleistung von je 30 MVA auf. Das Gewicht jedes Turbinenlaufrads beträgt 110 t, das Polrad jedes Generators 196 t. In drei 30 MVA-Leistungstransformatoren der SSW wird die Generatorspannung von 10,5 kV auf 110 kV hochgespannt und über Freileitungen zum Umspannwerk St. Peter, zum Unterlieger-Kraftwerk Obernberg-Egglfing sowie zum Aluminiumwerk Ranshofen geleitet.
Zusätzlich  liefert eine weitere, kleinere Kaplan-Turbine der J. M. Voith GmbH. mit einer Leistung von 1.324 kW und einem AEG Drehstromgenerator Strom für den Eigenbedarf des Kraftwerks und der fünf Pumpwerke. Bei Ausfall dieser Eigenversorgungsanlage steht ein Diesel-Notstromaggregat mit 147 kW der MAN, Baujahr 1940, bereit.
Wie die übrigen Kraftwerke am unteren Inn verfügt Ering-Frauenstein nicht über eine Schleuse. Flussaufwärts wird der für die Energiegewinnung nutzbare Stauraum vom Kraftwerk Braunau-Simbach begrenzt, flussabwärts vom Kraftwerk Egglfing-Obernberg.

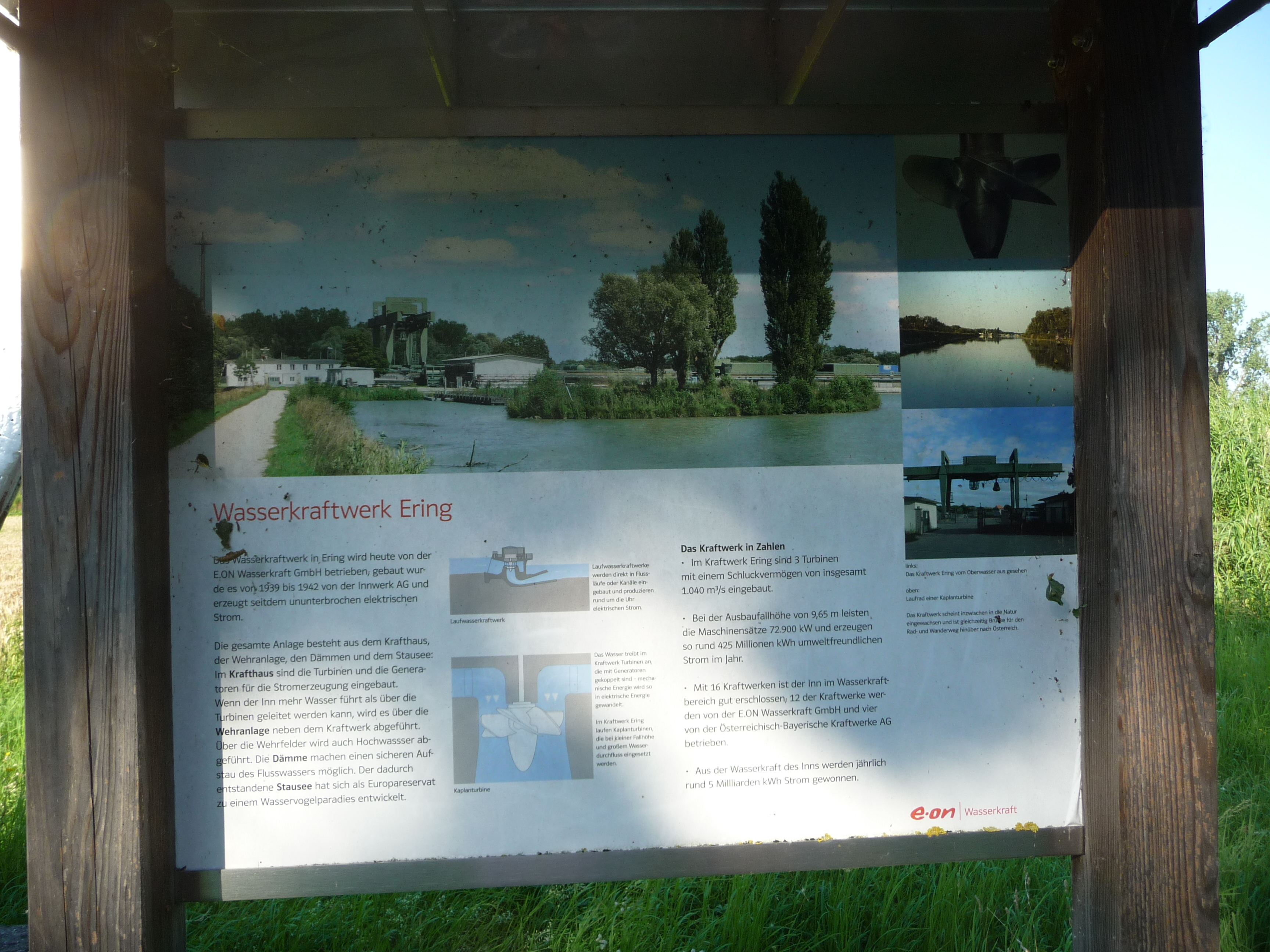
Infotafel des Kraftwerks